# Élections générales espagnoles d'avril 2019 en Navarre
Les élections générales espagnoles d'avril 2019 (en espagnol : Elecciones generales de España de abril de 2019) se sont tenues le dimanche 28 avril 2019 afin d'élire les 350 députés et 208 des 266 sénateurs de la XIIIe législature des Cortes Generales. 5 députés sont élus en Navarre.

## Résultats
| Parti                  | Parti                                                   | Voix    | %     | +/-           | Sièges | +/-           |  |
| ---------------------- | ------------------------------------------------------- | ------- | ----- | ------------- | ------ | ------------- |  |
|                        | Navarra Suma (NA+) (UPN-PP-Cs)                          | 107 619 | 29,32 | 8,69          | 2      | en stagnation |  |
|                        | Parti socialiste ouvrier espagnol (PSOE)                | 94 551  | 25,76 | 8,41          | 2      | 1             |  |
|                        | Unidas Podemos (UP)                                     | 68 393  | 18,64 | 9,68          | 1      | 1             |  |
|                        | Euskal Herria Bildu (EH Bildu)                          | 46 765  | 12,74 | 3,38          | 0      | en stagnation |  |
|                        | Geroa Bai (GBai)                                        | 22 309  | 6,08  | 1,80          | 0      | en stagnation |  |
|                        | Vox                                                     | 17 771  | 4,84  | Nv.           | 0      | en stagnation |  |
|                        | Parti animaliste contre la maltraitance animale (PACMA) | 3 325   | 0,91  | 0,09          | 0      | en stagnation |  |
|                        | Recortes Cero-Grupo Verde (RC-GV)                       | 1 295   | 0,35  | 0,03          | 0      | en stagnation |  |
|                        | Pour un monde + juste (PUM+J)                           | 1 203   | 0,33  | Nv.           | 0      | en stagnation |  |
|                        | Vote blanc                                              | 3 767   | 1,03  | en stagnation |        |               |  |
|                        |                                                         |         |       |               |        |               |  |
| Suffrages exprimés     | Suffrages exprimés                                      | 366 998 | 99,00 |               |        |               |  |
| Votes nuls             | Votes nuls                                              | 3 708   | 1,00  |               |        |               |  |
| Total                  | Total                                                   | 370 706 | 100   | -             | 5      | en stagnation |  |
| Abstention             | Abstention                                              | 140 379 | 27,47 |               |        |               |  |
| Inscrits/Participation | Inscrits/Participation                                  | 511 085 | 72,53 |               |        |               |  |